# Gerald Stano
Gerald Eugene Stano (12 de setembro de 1951 - 23 de março de 1998) foi um assassino em série americano condenado. Matou, pelo menos, 22 mulheres, mas confessou ter matado 41.

## Infância
Nasceu em Schenectady, Nova Iorque. O seu nome à nascença era Paul Zeininger.A sua mãe biológica negligenciou-o ao ponto de, quando finalmente foi dado para adoção quando tinha 6 meses, os médicos o terem declarado não adotável porque se encontrava a funcionar a um nível "demasiado animal", chegando a comer as suas próprias fezes para sobreviver. Foi eventualmente adotado, por Norma Stano, uma enfermeira, que lhe chamou Gerald Eugene Stano.
Apesar de tudo, os Stanos eram pais presentes e amorosos, mas os problemas de disciplina, no seu filho adotado, estiveram sempre presentes. Tinha sempre más notas na escola (exceto em música, em que era excelente). Urinava constantemente na cama até à idade de 10 anos. Mentia compulsivamente e foi uma vez apanhado a roubar dinheiro da carteira do seu pai para pagar a amigos para perderem uma corrida e ele não ser dado como falhado. Acabou a escola secundária aos 21 anos e não foi à faculdade.

## Assassinatos
Oficialmente, Stano admitiu que começou a matar no início dos anos 70, quando tinha cerca de 20 anos, mas também disse que tinha começado a matar no fim dos anos 60, com a idade de 18 anos. Várias mulheres desapareceram na zona de residência de Stano, na altura, mas como foram encontradas poucas provas físicas quando existiu a investigação passados 20 anos, Stano nunca foi acusado. Estava, maioritariamente, ativo na Flórida e em Nova Jersey. No seu 29º aniversário, foi preso por ter morto 41 mulheres. Foi colocado junto de outro assassino em série Ted Bundy até à execução deste último.

## Execução
Stano foi executado na cadeira elétrica a 23 de março de 1998 na prisão da Florida. A sua última declaração foi dar informação sobre o último corpo. Depois, o governador da Florida disse "Não mais. Vamos seguir com a pena de morte". Foi dito que o facto de ter dado a localização do último corpo não ia mais atrasar a morte. Ele deu a localização na mesma.

## Controvérsia
Controvérsia acompanhou sempre a história criminal de Stano, com algumas ideias que Stano tinha dado uma falsa confissão, incluindo o polícia que o prendeu James Gadberry, que tentou que fosse tomada a decisão para não aceitar a primeira confissão de Stano, em 1986, que se achava que tinha sido forçada pelo Sargento Paul Crow, que dizia-se que lhe tinha dado informações secretas sobre os casos por resolver. Segundo a confissão de Gadberry, Stano repetiu a informação dada a Crow enquanto outro polícia de homicídios, mais tarde, fez novas declarações de também ter visto Crow a "ajudar" Stano a confessar os crimes que não cometeu.
Os colegas de Crow lembram-se de como ele tinha juntado informações de casos já arquivados. Durante o juramento em tribunal, no tribunal de Orlando, Florida, Crow usou cópias de histórias do jornal local sobre os homicídios que Stano mais tarde confessou, incluindo o assassinato pelo qual Stano foi, mais tarde, executado.
Em 1995, Crow foi removido do seu cargo pelo tribunal, devido a corrupção.
Mais controvérsia em volta do caso de Stano, apesar das suas confissões de 41 assassinatos, foi trazido a julgamento apenas um homicídio: de 17 anos Cathy Lee Scharf, que foi assassinada em dezembro de 1973. Uma falta de provas físicas corroboraram a confissão de Stano e foi impossível para a jurisdição da Florida condenar, e as confissões de Stano eram apenas apenas resultado da sua própria culpa.
 A partir de um júri, os advogados introduziram uma declaração de um informante da prisão, Clarence Zacke , que foi mais tarde desacreditado quando outro homem contra quem ele testemunhou, Wilton Dedge, foi libertado após servir 22 anos de prisão por violação, os advogados estabeleceram que o DNA não coincidia com o encontrado na vítima.
Durante uma conversa, secretamente gravada, com reporter freelance Arthur Nash em 1997, Zacke admitiu que tinha mentido sobre Stano e outras pessoas, incluindo Wilton Dedge. Disse que o seu testemunho tinha sido fabricado com a assistência de dois advogados, que lhe ofereceram incentivos em troca do testemunho.

Em 2007, um laboratório do FBI concluiu que Stano não poderia ser a origem dos pelos encontrados na vítima Scharf. O relatório nunca foi apresentado como prova pelo advogado de defesa que representava Stano. 

## Livros
- Flowers, Anna (1993). Blind Fury. [S.l.]: Pinnacle Books. ISBN 978-1558177192
- Kelly, Kathy; Montane, Diana (2011). I Would Find a Girl Walking. [S.l.]: Berkley. ISBN 978-0425231869